# 鈴木重氏
鈴木 重氏（すずき しげうじ）は、平安時代中期の貴族・豪族。穂積姓、藤白鈴木氏の当主。通称、鈴木大夫。官位は押領使。
押領使を務めた。永観元年12月8日（984年1月13日）に卒去。長男の重豊（左近将監）の娘は、藤原実方に嫁いで熊野別当・泰救を生んだ。

## 系譜
- 父：鈴木良氏
- 母：熊野広継の女
- 生母不詳の子女
  - 男子：鈴木重豊 - 従五位下左近将監
  - 男子：鈴木重実 - 従七位上出羽大掾